# 手仕事屋きち兵衛
手仕事屋 きち兵衛（てしごとや きちべえ、1949年12月31日 -）は、日本のミュージシャン・彫刻家・エッセイスト。

## 来歴・人物
長野県松本市出身。長野県松本県ヶ丘高等学校卒業。本名、伊東重喜。
音楽の道を志し、音楽大学進学を目指すも、さまざまな事情で進学を断念。しかし、音楽の道を諦めることはなく、木彫刻を生業としながら（20歳代で、長野県主催の工芸展に於いて奨励賞を受賞）作詞・作曲を行い、NHK放送局等に投稿する。
1986年、自らが作詞・作曲した「ねがい星」、「雨」等が、NHKの新ラジオ歌謡に採用され、音楽作家としてデビュー。次いで、自身が歌う「わすれ雪」で歌手としてもデビューする。以降、テレビドラマの主題歌や愛知県豊橋市立東陽中学校の校歌の作詞・作曲を手掛る。
1992年に渡米し、サンフランシスコ市主催のコンサートに「日本の心を歌う歌手」として招待され、賞賛を受ける。しかし、家庭の事情で音楽活動を一時休止し、本業の木彫刻業に専念する。
1999年、子供達が自立したことを契機に、長年住んでいた故郷である松本を離れて、安曇野に移り音楽活動を再開。
2001年、東海テレビ制作昼の帯ドラマのはるちゃん5で、楽曲「風の誘い」がBGMとして使用されている。
同年、2枚目のアルバム「風景色」をリリース。７月の松本文化会館での再デビューコンサートは、SBCテレビのスペシャル番組として「手仕事屋きち兵衛?歌・語り遅れてきた吟遊詩人」が放映され、音楽関係者の注目を集めた。続けて「素描画（そびょうが）」「安曇野（あずみの）」「風暦（かぜごよみ）」「風の誘い」のCDアルバムをリリース。
2001年の夏から秋にかけ、北海道から鹿児島までの20数個所でコンサートツアーを成功させる。
近年、本業の木彫刻、コンサートや講演活動のほかにも、人気ラジオ番組「テレフォン人生相談」（ニッポン放送系全国ネット）にもレギュラー出演。
名前の「手仕事屋きち兵衛」は、本来は、きち兵衛が夫人と経営している店の名前であった。その由来は当人が少年時代、物事にのめり込み易く、さらに他の事が見えなくなってしまう性格であったことから、友人達から「気違い」という意味で、「きち」、「きち」と呼ばれていたこと、そう呼ばれていた当人もこれを気に入っており、それを店の名前、そして芸名として使ったということである。

## ディスコグラフィー

### シングル
| 発売日         | レーベル             | 品番     | 面 | タイトル               | 備考                                |
| -------------- | -------------------- | -------- | -- | ---------------------- | ----------------------------------- |
| 1987年         |                      |          | A  | わすれ雪               |                                     |
| 1987年         | B                    | ねがい星 |    |                        |                                     |
| 1989年5月25日  | ミノルフォンレコード | PS-174   | 1  | 光る風                 | テレビ東京系「風雲!真田幸村」主題歌 |
| 1989年5月25日  | ミノルフォンレコード | PS-174   | 2  | 風景                   |                                     |
| 2000年11月22日 | キングレコード       | KICM-1   | 1  | 安曇野                 |                                     |
| 2000年11月22日 | キングレコード       | KICM-1   | 2  | いつの日にかあなたと   |                                     |
| 2000年11月22日 | キングレコード       | KICM-1   | 3  | 青春の手紙             |                                     |
| 2000年11月22日 | キングレコード       | KICM-1   | 4  | 生きている悲しみ       |                                     |
| 2001年7月25日  | キングレコード       | KICM-7   | 1  | 風の誘い               |                                     |
| 2001年7月25日  | キングレコード       | KICM-7   | 2  | さよなら恋歌（ワルツ） |                                     |
| 2001年7月25日  | キングレコード       | KICM-7   | 3  | 南風の景色             |                                     |
| 2001年7月25日  | キングレコード       | KICM-7   | 4  | 出会い                 |                                     |

### アルバム
| 発売日         | レーベル             | 品番      | アルバム |
| -------------- | -------------------- | --------- | --- |
| 1987年12月21日 | ミノルフォンレコード | 30KCD-126 | 詩紬（うたつむぎ） 1. わすれ雪 2. ステキな女に 3. 眠れ私の恋 4. ありがとう 5. 雪よふれ 6. 恋は心のひとり舞 7. ねがい星 8. 雨 9. 娘色、涙色 10. 時の流れに |
| 1999年7月17日  | インディーズ         | ST-11001  | 風景色-あなたの中の遠いあなたに… 1. 安曇野 2. 木更津にて 3. 五月は君の季節 4. ふる里に帰りたい 5. ふる里景色 6. いつの日にかあなたと 7. 印象派 8. 秋の日 9. と り 10. 花束をあなたに |
| 2000年2月10日  | インディーズ         | ST-11002  | 素描画（そびょうが）～あなたがはぐれた素なるあなたに…～ 1. わすれ雪 2. 小さな酒場 3. 長い夜 4. おしえてあなたのすべてを 5. 安曇野 6. わすれ雪（安曇野バージョン）※ボーナストラック |
| 2000年12月21日 | キングレコード       | KICS-835  | 風暦（かぜごよみ） 1. 安曇野 2. ふる里景色 3. 生きている悲しみ 4. ふる里に帰りたい 5. いつの日にかあなたと 6. ホリデイ 7. 印象派 8. 木更津にて 9. 秋の日 10. 花束をあなたに 11. 安曇野(reprise) 12. わすれ雪 |
|                |                      |           | 原風景 1. 時の流れに 2. 風の中 3. 娘色、涙色 4. 梅雨明け 5. 信濃路 6. 恋は湖心のひとり舞 7. 恋時城下町 8. 故郷 ＆サントリーホールライヴ 1. 夏の思い出 2. MC 3. いつの日にかあなたと 4. エッセイ 趣味 5. 風の桜衣 6. 五月は君の季節 7. MC 8. エッセイ 素なる自分 MC 9. 風景 10. 色即是空 11. エッセイ 幸せの押し売り 12. サヨナラ恋歌 13. エッセイ むさくるしいボヘミアン 14. MC 15. わすれ雪 16. MC 17. EN とり |
|                |                      |           | 色即是空 1. 般若心経 2. 色即是空 3. 命連綿（いのちれんめん） 4. 風の誘い 5. 旅路 6. ただそれだけ 7. さよならをしなくっちゃ 8. ボトルキープ 9. ごめんなさいそしてありがとう 10. 風の桜衣（はなごろも） 11. 風の杣人（そまびと） 12. この町がふる里 13. 何処（いずこ）へ 14. カヴァティーナ |
|                |                      |           | 愛唱歌集 |